# 土耳其大国民议会
土耳其大国民议会（土耳其語：Türkiye Büyük Millet Meclisi，简称TBMM；當地多以「Meclis」稱呼，即「議會」之義）是土耳其最高立法机构，於1920年4月23日成立於安卡拉，其歷史比土耳其共和國還久。在議會成立至國家成立期間，大國民議會一度是土耳其的最高权力及行政機關。

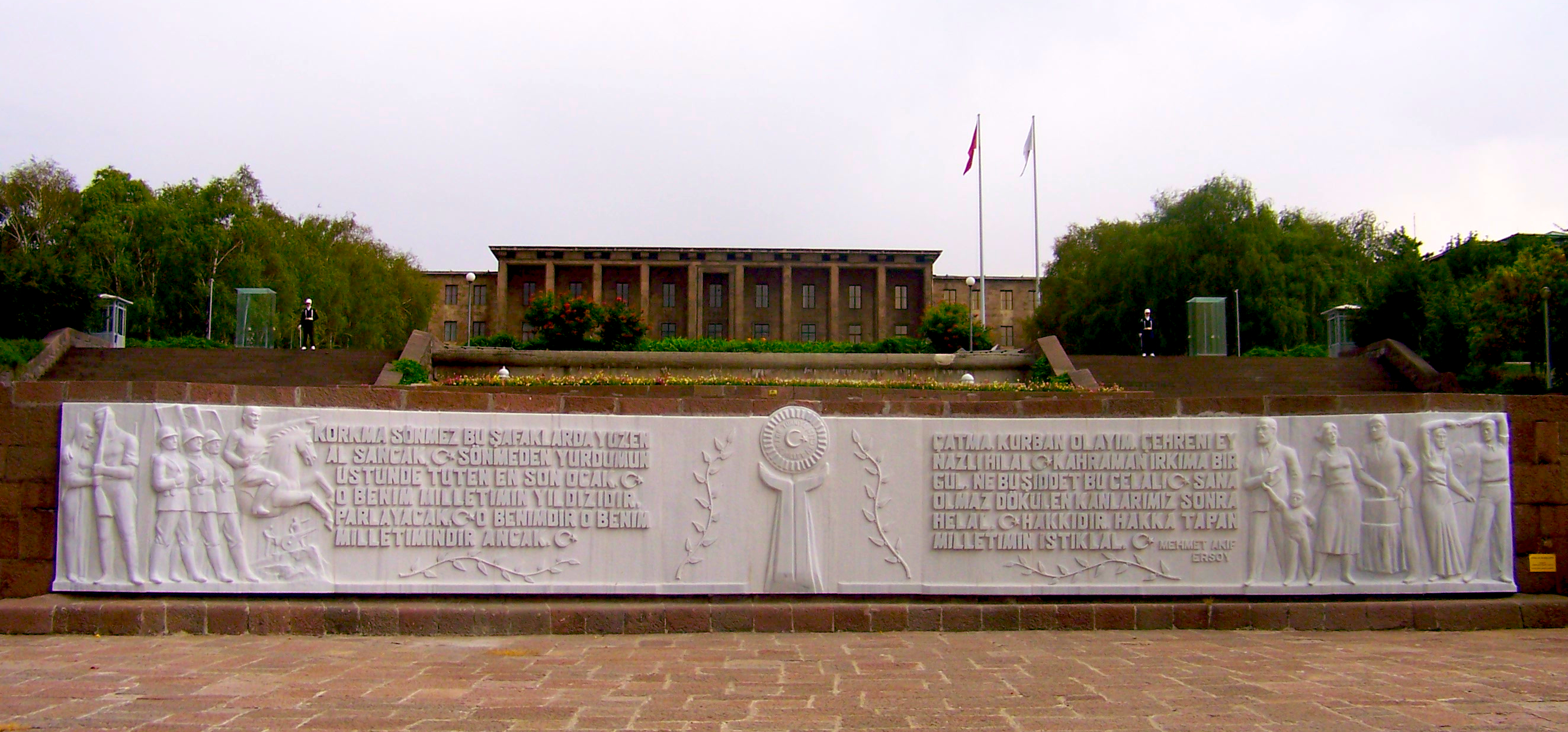
位於安卡拉的土耳其大國民議會第三代大樓，由奧地利建築師克雷門‧侯茲邁斯達設計。

## 议席
大国民议会共设600个议席，议员根据各省人口比例普选产生，18岁以上公民都享有选举权。選舉制度實行比例代表制，但是只有超过全国选票10%的政党才可拥有议会席位，而獨立候選人只要在其參選選區拿到10%的票數就能當選。現時國會只有五個政黨。
中间偏右的正义与发展党自2002年以来一直是大国民议会最大政党和执政党。

## 歷史
土耳其政治史上的第一個議會是1877年3月19日在鄂圖曼帝國君士坦丁堡多爾瑪巴赫切宮舉行成立儀式的「總議會」（مجلسِ عمومی）。議會由貴族院（مجلسِ اعیان）和衆議院（مجلسِ مبعوثان）兩部分組成。這個短暫的議會因俄土戰爭而解散。在隨後舉行的第二次大選後，議會於1877年12月18日重新開放。1878年2月14日，蘇丹阿卜杜勒·哈米德二世根據《憲法》賦予的權力中止了議會大選。
1908年，根據選舉法舉行了第一次選舉。在這些選舉中，最低投票年齡爲25歲，最低參選年齡爲30歲，只有納稅人可以投票。1908年12月17日，議會重新開放。三年後，君士坦丁堡首次舉行補選。自由黨和聯合進步委員會參加了選舉，聯合進步委員會贏得了多數票。三三一事件導致阿卜杜勒·哈米德二世被廢黜後，衆議院於1909年5月修憲，削減了蘇丹和貴族院的權力，增加了議會自身的權力。1911年舉行了一次補選，只有一名議員參加，但卻產生了很大的政治影響。
一戰末期的穆茲羅斯停戰協定簽署後，蘇丹穆罕默德六世於1918年12月21日解散議會，以組織新的選舉。選舉結束後，衆議院於1920年1月12日舉行了一次會議。1920年3月16日協約國軍佔領君士坦丁堡後，在違反憲法的狀態下，議會於1920年4月11日被解散。議會解散後，土耳其大國民議會（ترکیه بیوك ملت مجلسی）於1920年4月23日在安卡拉開始活動，並開始實際管理國家。

## 批評
目前對於選舉制度的批評主要是是獲得席位所需的高達10％的門檻。2015年1月，共和人民黨提出將門檻調降至3％，而正義與發展黨則表示在不進行更廣泛的選舉改革的情況下反對降低門檻。2013年7月，正義與發展黨提出了“窄區制”（daraltılmışbölgesistemi）方案，將比例代表制改為多數制，或者是創建小選區來選舉國會議員。根據這些建議，門檻將從10％下降到7％或8％，而土耳其將分成129個選區，而不是現有的85個。伊斯坦堡本身則可能會分裂成17個20個選區。這個制度將有利於最大的黨派以及某些地區最強大的黨派，這意味著正義與發展黨和和平與民主黨（BDP）將在這制度下得到很好的結果。而共和人民黨與民族主義行動黨會受到窄區制系統的負面影響。2014年12月，正義與發展黨公布了一項關於建立一個擁有550個單一成員選區的完全多數制系統的建議，儘管選舉法的任何改變必須至少要在下次選舉前一年由議會通過。但還是引起了大眾對於不公平的选区边界划分的擔憂。

## 外部連結
- Türkiye Büyük Millet Meclisi （页面存档备份，存于）（土耳其文）（英文）
- 土耳其大国民议会 （页面存档备份，存于）（中文）